# Francisco Muñoz Soler
Francisco Muñoz Soler (Málaga; 24 de diciembre de 1957) es un poeta español.

## Trayectoria
Poeta español con una amplia obra publicada en países como España, Portugal, Italia, México, Suecia, 
Estados Unidos, India, Cuba, Turquía, Perú, El Salvador, Venezuela, Honduras, Guatemala, Brasil y Egipto. Ha sido traducido al 
inglés, sueco, francés, chino, portugués, portugués brasileño, italiano, ruso, turco, árabe, griego, rumano, macedonio, uzbeko, 
búlgaro, asamés, bengalí, indonesio y vietnamita.
En su obra utiliza un lenguaje poética sencillo y accesible, pero cargado de significado y emoción.
Sus poemas están llenos de metáforas y símbolos que evocan imágenes poderosas y que invitan al
lector a reflexionar sobre su propia vida y las experiencias que le han llevado hasta donde está.
Además de la profundidad emocional de su poesía, tiene una gran habilidad técnica. Sus poemas
están estructurados con cuidado y su ritmo y musicalidad son impecables. En sus versos se puede
apreciar la influencia de la tradición poética española, así como la de otros poetas y escritores que 
han dejado huella en la literatura universal.
Su poética es una invitación a la reflexión y la exploración de las emociones y experiencias que 
hacen que la vida sea tan compleja y hermosa. Su obra literaria es una contribución valiosa a la
poesía contemporánea y es una muestra del poder de la poesía para conectarnos con nuestra 
humanidad más profunda.
Su yo lírico nos ofrece testimonio de su existir, nos muestra un compromiso ético, la existencia 
de la otredad en sus poemas de crítica social, en la búsqueda de la expresión está su mayor 
logro.
Una poesía universal que se abraza a la sed de justicia, paz y enarbola la bandera del amor.
Su obra aparece también recogida en Antologías y en más de un centenar de revistas 
literarias. 
Es organizador del Ciclo Poético Plenilunio de Málaga.
En 2025 ha participado en los siguientes eventos internacionales: Feria Internacional del Libro del Cairo (Egipto), Thinker's and Writer´s Peace Meet (India), Festival Internacional Yapanchitra (India), KFLC Poetry Universidad de Kentucky (USA),  Bilingual Poetry Night Universidad Ohio(USA).

### Poesía
- 2025 Signo y presencia Liberman Editorial, Jaén. ISBN 978-84-128598-7-4.
- 2025 Antología Poética 1978-2023 ISISAR Editorial, Bengala. ISBN 9789349101838.
- 2024 Elocuencia de silencios Ventura Editora. Brasil. ISBN 9786585705257.
- 2024 Antologi 1978-2023 (sueco), Al faro Ediciones. Suecia. ISBN 9789198610864.
- 2024 Bilingual Anthology 1978-2023 (inglés-español) Anáfora Editorial. ISBN 9788412846720.
- 2024 Soler. Cafeína Editores. Guatemala (edición no venal).
- 2023 Poemas Selectos (asamés). Book Nook-India.
- 2023 Viver Editorial Glaciar, Portugal. ISBN 978-989-9090-33-0.
- 2023 Como luz del alba Ediciones Malpaso, Honduras. ISBN 978-99979-71-00-5.
- 2023 Suddenly a white darkness appeared (Inglés / Español) Anáfora Editorial. ISBN 978-84-126575-0-0.
- 2023 Tystnadens Vältalighet (sueco) Al Faro ediciones. Suecia ISBN 978 9198610802.
- 2022 Intuir la forma que no tiene medida Caligrama Editorial. ISBN 978 8419551337.
- 2022 Eloquenza di silenzi (italiano-español) Librería Dante & Descartes. Italia ISBN 978 8861 571822.
- 2022 Pulsaçao Íntima/Latido íntimo Ed. Glaciar, Portugal. ISBN 978-989-9090-05-7.
- 2022 Restauración (2ª Edición) Sultana del Lago, Venezuela. ASIN B09V898QB4.
- 2021 En tiempo de prodigios (2ª ed.) Ed. Cultura sin límites, España. ISBN 978-8412288223.
- 2021 Sessizligi alamati / Eloquence of silence (Turco-Inglés) Ed. Klaros, Turquía. ISBN  9786257311465.
- 2020 Poética 2016-2020 Ed. Caligrama, España. ISBN 9788418832208.
- 2020 Intimate Heartbeat / Latido íntimo (2ª ed.) Ed. Costa Literaria, España. ISBN 9798654236937.
- 2019 Soler Ediciones Caligrama, España. ISBN 978-84-18152-28-3 .
- 2019 Latido íntimo (2ª ed.) Ed. Giraluna, Venezuela. ISBN 978-980-7257-43-5.
- 2018 Selección poética (bengalí). Sumitra Prakashani. India.
- 2017 Implosión. Ed. BGR, España. ASIN B09J7RD5ZC.
- 2016 Cuaderno de viaje Hanan Harawi. Ed. de Perú Depósito Legal-Biblioteca                                                                                             Nacional Perú.
- 2015 Elocuencia de silencios-Eloquence of silence Ed. Caligrama, España ISBN 978-84-176690-4-1
- 2015 Elocuencia de silencios (español-bengalí) Ed. Anusha, India. ISBN 978 8194 021629.
- 2015 Poemas Selectos-Selected Poems (2ª ed.) Ed. Costa Literaria, España. ISBN 978-84-933290-8-2.
- 2014 Latido íntimo-Inner heartbeat (Edición bilingüe) Editorial Corona del Sur. Málaga. ISBN 978-84-9973-549-8.
- 2014 Poemas selectos-Selected Poems (Español-inglés) Editorial CreateSpace. USA. ISBN 978-1-4997-9447-2.
- 2014 Esencias y Almas entre almas (2ª edición) Editorial Difusiona2. España. ISBN 978-84-617-1607-4.
- 2014 En tiempo de prodigios Editorial Navegando Sueños. El Salvador. ISBN 978-99961-0-0001-8.
- 2013 Zona Cero-Zero Zone Editorial Laovejitabooks. NY-USA. ISBN 978-15305119118.
- 2012 Esencias y Almas entre almas Editorial Transtextual. México. ISBN 1502782235.
- 2012 La claridad asombrosa (2ª edición) Editorial El Barco Ebrio. Madrid. ISBN 978-84-15622-12-3.
- 2011 La incierta superficie (Antología)  Colección Sur. La Habana, Cuba. ISBN 978-959-302-078-7.
- 2011 Ícaro  Editorial El Barco Ebrio. Madrid. ISBN 978-84-15622-13-0.
- 2010 Selección Natural Ediciones Rubeo. Málaga, España. ISBN 978-84-939865-0-6.
- 2010 Restauración y La voz del pensamiento Editorial A bordo del polen. México. ISBN 978-84-615-0770-2.
- 2009 La claridad asombrosa Ediciones Voces de Hoy. Florida. USA. ISBN 978-0-9832477-0-8.
- 2009 Una flor erguida (Selección) Editorial Vicio perpetuo. Perú. Depósito Legal Biblioteca Nacional del Perú 2010.07529.
- 2008 La densa corporeidad de mi memoria. Editorial Estival. Venezuela. ISBN 978-980-12-4832-3.
- 2006 Áspero tránsito Editorial Pájaros en los cables. Lima, Perú. ISBN 978-612-45789-3-9.
- 2000 Lluvia ácida Editorial Vicio Perpetuo. Lima, Perú. Depósito Legal Biblioteca Nacional del Perú 2011.00142 .
- 1996 Prehistoria poética Ediciones Estival. Venezuela. ISBN 978-980-12-4832-3